# Distrito de Malësi e Madhe
El distrito de Malësi e Madhe (en albanés: Rrethi i Malësisë së Madhe), comúnmente conocido como Malësia, fue un distrito de Albania que existió brevemente entre 1991 y 2000. Su capital era Koplik. Desde el año 2000, su territorio quedó integrado en el condado de Shkodër, junto con los distritos de Pukë y Shkodër.

## Localización
Fue creado en 1991 al separarse del vecino distrito de Shkodër, en el cual estaba integrado en el mapa de 1959. Comprendía los entonces municipios de Gruemirë, Kastrat, Kelmend, Koplik, Qendër y Shkrel, todos ellos pertenecientes desde 2015 al actual municipio de Malësi e Madhe.